# إليجاه بوردمان
إليجاه بوردمان (بالإنجليزية: Elijah Boardman)‏ هو سياسي أمريكي، ولد في 7 مارس 1760 في الولايات المتحدة، وتوفي في 18 أغسطس 1823 في نفس البلد. حزبياً، نشط في الحزب الجمهوري الديمقراطي. وقد انتخب عضو مجلس ولاية كونيتيكت وانتخب عضو مجلس الشيوخ الأمريكي.